# Taytay, Rizal

För kommunen Taytay i den filippinska provinsen Palawan, se Taytay, Palawan.  

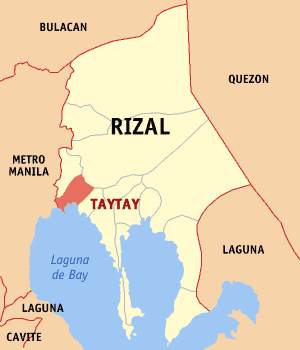
Taytays läge i Rizal

Taytay är en ort i Filippinerna som ligger i provinsen Rizal, regionen CALABARZON. Den har 198 183 invånare (folkräkning 1 maj 2000).
Taytay räknas officiellt inte som stad utan är en kommun. Kommunen är indelad i 5 smådistrikt, barangayer, varav samtliga är klassificerade som tätortsdistrikt.